# Ichmoul
Ichmoul è un comune dell'Algeria, situato nella provincia di Batna.